# Tim Murtagh
Timothy James Murtagh (nacido el 2 de agosto de 1981) es un jugador de críquet irlandés nacido en Inglaterra.

## Carrera internacional
Murtagh representó a Inglaterra en la Copa Mundial de Críquet Sub-19 de la ICC de 2000. El 21 de julio de 2012, hizo su debut en el T20I contra Bangladés.
En mayo de 2018, Murtagh hizo su test cricket debut contra Pakistán.